# برج الملز
برج الملز المعروف أيضًا باسم برج العرب و عمارة البرميل و مبنى كابيتول ريكوردز ، كان مبنى سكنيًا أسطواني الشكل يقع في شارع الجامعة ب حي الملز في الرياض، المملكة العربية السعودية.تم بناؤه في منتصف الستينيات بواسطة شركة المقاولون العرب عثمان أحمد عثمان، وكان أحد أبرز المعالم في حي الملز خلال السبعينيات. تم هدم المبنى في عام 2009.